# Xestia draesekei
Xestia draesekei är en fjärilsart som beskrevs av Charles Boursin 1948. Xestia draesekei ingår i släktet Xestia och familjen nattflyn. Inga underarter finns listade i Catalogue of Life.